# Polyplax spinigera
Polyplax spinigera är en insektsart som först beskrevs av Hermann Burmeister 1839.  Polyplax spinigera ingår i släktet Polyplax och familjen ledlöss. Inga underarter finns listade i Catalogue of Life.